# José Eduardo dos Santos

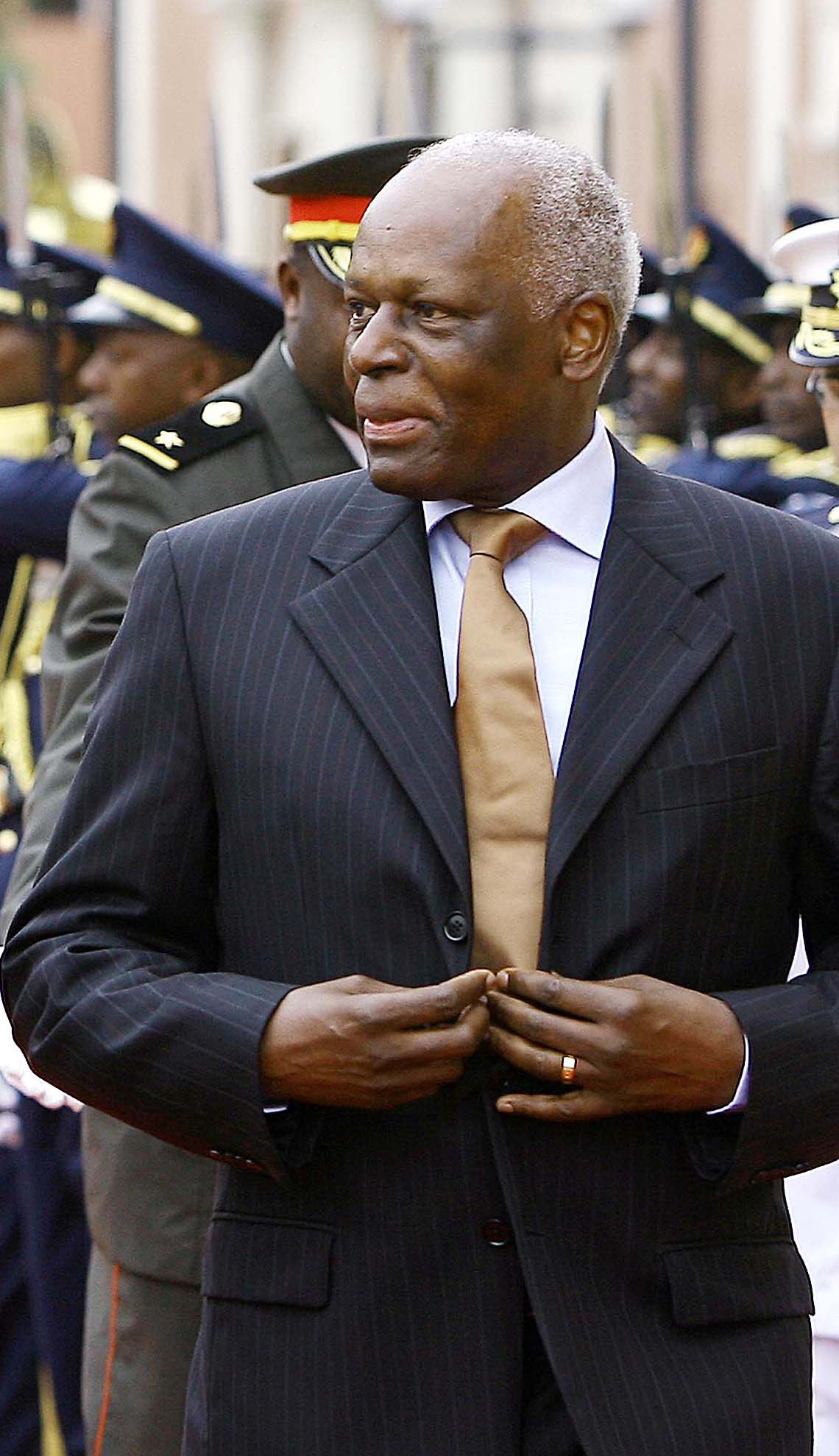
José Eduardo dos Santos (2007)

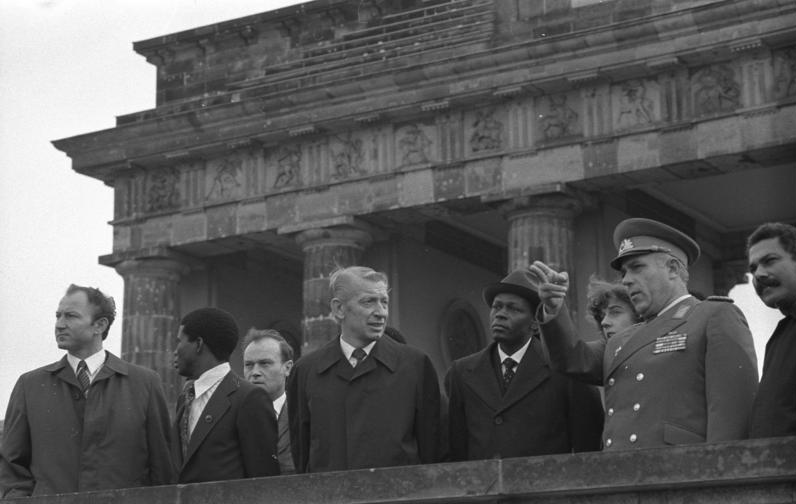
Santos (5. v. l.), im Oktober 1981 mit Wolfgang Rauchfuß (4. v. l.) und dem Ost-Berliner Stadtkommandanten Karl-Heinz Drews (2. v. r.) am Brandenburger Tor

José Eduardo dos Santos (* 28. August 1942 in Sambizanga, Luanda; † 8. Juli 2022 in Barcelona) war ein angolanischer Politiker. Er war Vorsitzender der regierenden Partei Movimento Popular de Libertação de Angola (MPLA). Von 1979 bis 2017 war er Präsident der Republik Angola und damit zugleich auch – bis auf zwei Zeitabschnitte, in denen Ministerpräsidenten berufen wurden – Regierungschef sowie Oberkommandierender der Streitkräfte. Bei der Wahl 2017 trat er nicht mehr an. Er und seine Familie sollen sich über die Jahrzehnte in großem Stil bereichert haben; laut der Financial Times verschwanden von 2007 bis 2010 32 Milliarden Dollar aus dem Staatshaushalt Angolas.

## Leben
Bereits als Schüler trat José Eduardo dos Santos 1958 der damaligen Freiheitsbewegung und späteren Einheitspartei MPLA bei. 1961 siedelte er nach Frankreich, später in die Republik Kongo um. Von Brazzaville aus arbeitete er für das MPLA und wurde Vizepräsident von dessen Jugendorganisation. Ab 1963 studierte er in der Sowjetunion an der Aserbaidschanischen Staatlichen Ölakademie in Baku und schloss das Studium als Erdölingenieur ab. Nach anderen Quellen graduierte er 1969 und belegte anschließend einen Kurs in militärischer Kommunikation.
Dos Santos war dreimal verheiratet und hatte sechs Kinder von den drei Frauen. Bereits in Baku heiratete er Tatjana Kukanowa, mit der er als ältestes Kind die Tochter Isabel dos Santos hatte. Außerdem hatte er ein uneheliches Kind, José Filomeno dos Santos.

## Als Politiker
Ab 1970 war José Eduardo dos Santos wieder in Brazzaville und kehrte 1974 während des Entkolonisierungskonflikts nach Angola zurück. Nach der Unabhängigkeit war er 1975 bis 1976 und 1984 bis 1985 Außenminister von Angola. 1975 wurde er auch in das Politbüro seiner Partei gewählt, die ein Einparteienregime nach sozialistischem Vorbild errichtete. Später wurde er Planungsminister und stellvertretender Premierminister. Er trat am 20. September 1979 die Nachfolge von Agostinho Neto als Staatspräsident und Parteivorsitzender an.
Als sich Angola 1991 zu einer Mehrparteiendemokratie wandelte, trat José Eduardo dos Santos bei den ersten Parlaments- und Präsidentenwahlen 1992 als Spitzenkandidat des MPLA an. Während seine Partei die absolute Mehrheit der Stimmen in der Nationalversammlung erreichte, erzielte er bei den Präsidentschaftswahlen nur 49 Prozent, sodass ein zweiter Wahlgang gegen den Vorsitzenden der União Nacional para a Independência Total de Angola (UNITA), Jonas Savimbi, nach der Verfassung notwendig war. Die UNITA erkannte jedoch die Wahlergebnisse nicht an und nahm den Bürgerkrieg wieder auf, der seit 1975 getobt hatte. José Eduardo dos Santos übte daraufhin weiter das Präsidentenamt aus, ohne gültig gewählt worden zu sein.
Im Jahre 2001 erklärte er, dass er bei den nächsten Präsidentschaftswahlen zurücktreten werde, vorausgesetzt, dass bis dahin Frieden herrsche. 2002 wurde Jonas Savimbi im Gefecht getötet und der Bürgerkrieg unmittelbar darauf beendet. Im Dezember 2003 wurde dos Santos als Vorsitzender der MPLA wiedergewählt. Er trat als Spitzenkandidat seiner Partei bei den Parlamentswahlen am 5. September 2008 an, bei der die MPLA 81,64 Prozent der Stimmen auf sich vereinigen konnte. Anfang 2010 wurde dann vom Parlament eine neue Verfassung verabschiedet, nach der der Vorsitzende der aufgrund der Wahlergebnisse stärksten Partei automatisch Staatspräsident wird. Bei der Wahl 2012 erhielt das MPLA erneut die Mehrheit; da dos Santos die Kandidatenliste dieser Partei anführte, war er damit automatisch zum Präsidenten gewählt. Nach 33 Jahren im Amt befand er sich damit zum ersten Mal in einer Situation, in der er nach einer geltenden Verfassung als Präsident gültig gewählt worden war. Im Dezember 2016 ließ er mitteilen, dass er nicht zur Wahl 2017 antreten werde. Die Parteiführung hatte dos Santos auch nach seinem Rücktritt inne. Als sein Nachfolger wurde João Lourenço am 26. September 2017 vereidigt.
Seit Jahren wurden dem äußerst vermögenden José Eduardo dos Santos autoritäres Verhalten, Korruption und Neopatrimonialismus vorgeworfen, ein Musterbeispiel für Kleptokratie. Die Vermögenswerte seiner Tochter Isabel dos Santos, die größte private Investorin Angolas und laut Forbes Magazine erste Dollar-Milliardärin Afrikas, wurden im Jahr 2020 auf Geheiß eines angolanischen Gerichts im Laufe eines Ermittlungsverfahrens wegen Korruption eingefroren.
Im Zuge der Ermittlungen der angolanischen Justiz wegen Korruption gegen seine Tochter Isabel dos Santos und seinen Sohn José Filomeno dos Santos hatte er im April 2019 Angola verlassen und sich in Barcelona niedergelassen, kehrte jedoch im September 2021 wieder in seine Heimat zurück. Er selbst wurde nicht wegen Korruption angeklagt. Sein Amtsnachfolger João Lourenço erklärte, Dos Santos' Rückkehr sei gut für die MPLA und für das Land. Für die Wahlen im Jahr 2022 sei die Einheit der Partei essentiell.